# 15342 Ассізі
15342 Ассізі (15342 Assisi) — астероїд головного поясу, відкритий 3 квітня 1994 року.
Тіссеранів параметр щодо Юпітера — 3,211.